# Короткокрылая боливария
Боливария короткокрылая, или боливария полынная (лат. Bolivaria brachyptera), — вид богомолов из семейства Rivetinidae. Распространён в Крыму, от Поволжья до Иртыша, на Кавказе, в Закавказье, в Малой Азии, Сирии, Иране и о. Крит, на востоке до западной Монголии и Средней Азии. Обитают в злаково-полынных пустынях в сочетании с элементами полынных и солянковых пустынь северотуранского типа, на склонах байраков, оврагов и холмов с разреженной степной растительностью и в тугайных лесах. Длина тела самцов 34—45 мм, самок — 40—53 мм. Охраняется в Казахстане. Включён в Красную книгу Украины — уязвимый вид.

## Фото

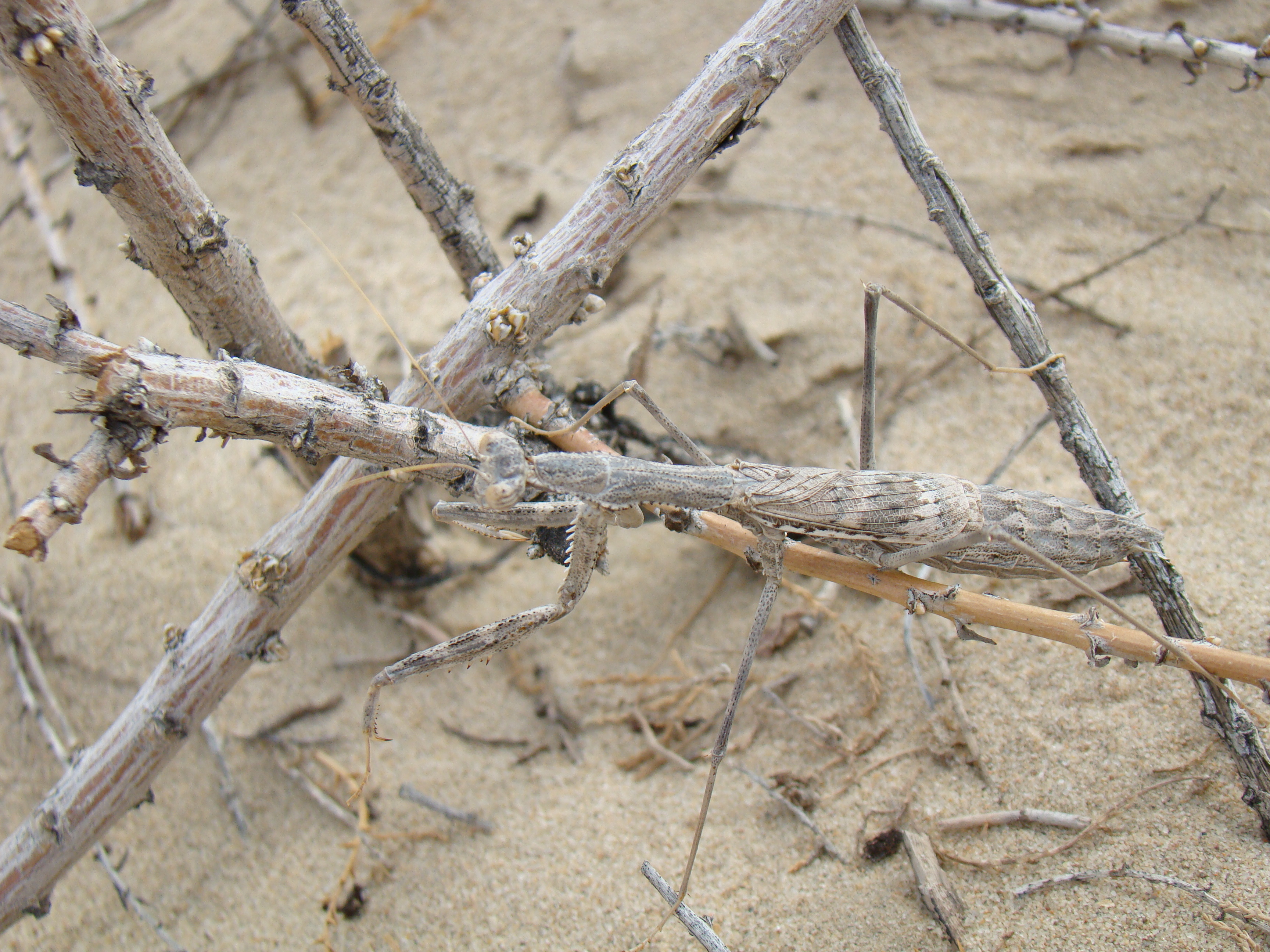
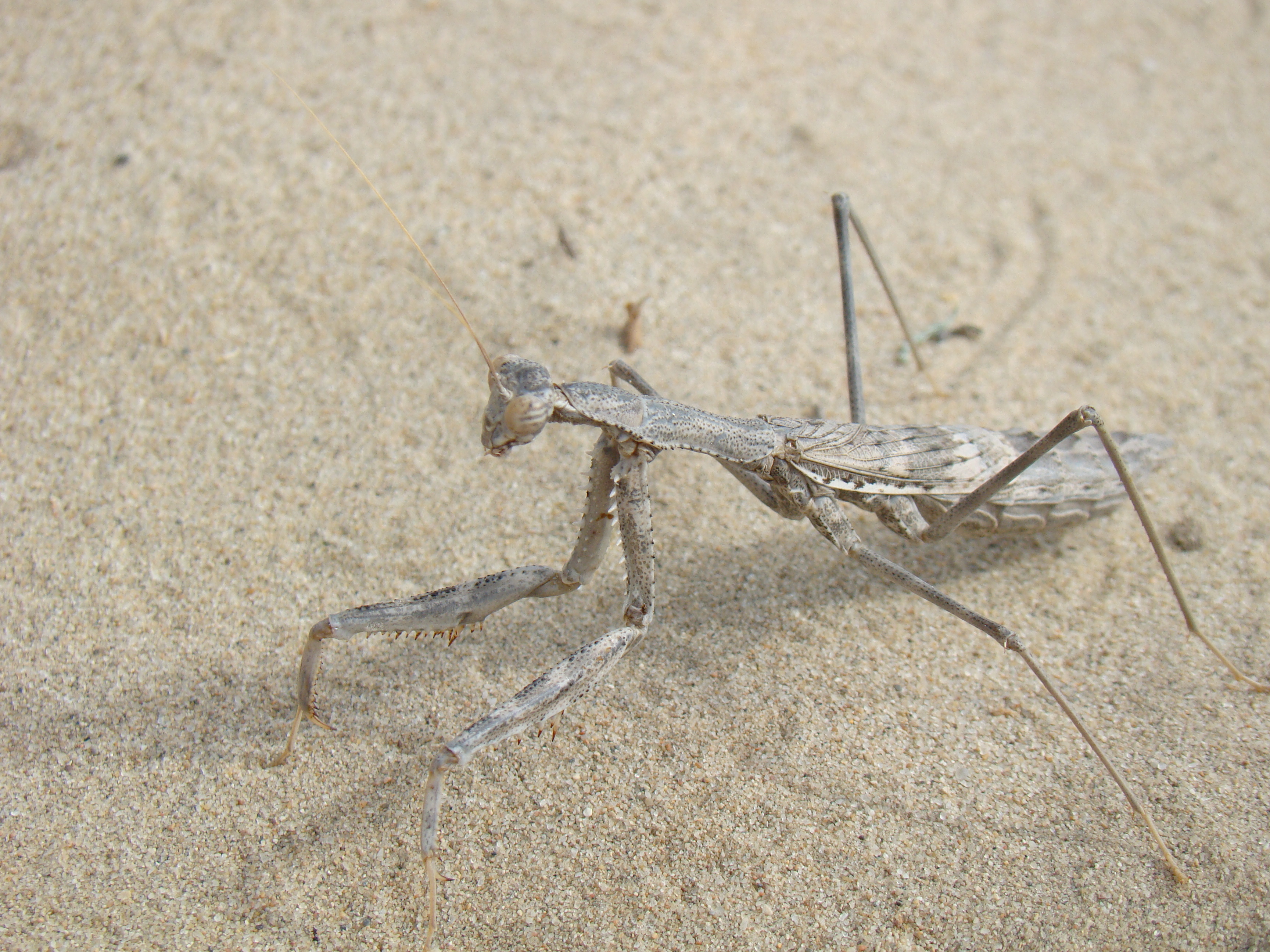